# Équipe de Hong Kong féminine de rugby à XV
L'équipe de Hong Kong de rugby à XV féminin est constituée par une sélection des meilleures joueuses hongkongaises.

## Histoire
Elle s'est qualifiée pour la Coupe du monde 2017,.
En 2022, l'équipe n'est pas en mesure de participer aux qualifications pour la Coupe du monde en Nouvelle-Zélande, à cause des restrictions sanitaires mises en place à la suite de la pandémie de Covid-19. Au mois de décembre, Hong Kong remporte le championnat d'Asie, face au Kazakhstan. Les joueuses sont les premières surprises puisqu'elles croyaient que ces matchs aller-retour étaient amicaux.
À partir de 2023, la Fédération hongkongaise fait concourir ses équipes nationales sous le nom de « Hong Kong, Chine », se conformant aux nouvelles directives du comité olympique d'utiliser ce titre avant juillet 2023 ; ce changement a lieu après l'incident survenu lors du championnat d'Asie de rugby à sept organisé à Incheon, où l'hymne révolutionnaire Gloire à Hong Kong est joué par erreur par les organisateurs coréens à la place de l'hymne national chinois La Marche des Volontaires,.

## Palmarès
- vainqueur du championnat d'Asie en 2022

| Édition | Organisateur     | Classement   |
| ------- | ---------------- | ------------ |
| 2002    | Espagne          | non qualifié |
| 2006    | Canada           | non qualifié |
| 2010    | Angleterre       | non qualifié |
| 2014    | France           | non qualifié |
| 2017    | Irlande          | 12e          |
| 2021    | Nouvelle-Zélande | Forfait      |
| 2025    | Angleterre       | non qualifié |